# Turkey Brook
Der Turkey Brook ist ein Wasserlauf in Hertfordshire und im London Borough of Enfield, England. Er entsteht als Abfluss eines Sees im Pond Wood am nördlichen Rand des M25 motorway östlich von Potters Bar. Er fließt in östlicher Richtung und unterquert den M25 um im Norden von Enfield zu verlaufen. Er mündet in den Small River Lea kurz vor dessen Mündung in die Lea Navigation.